# Stephen Alvarez
Stephen Alvarez, född 1965 är en amerikansk fotojournalist som gör reportage om upptäcktsresande, kultur, religion och krigens efterdyningar från hela världen. Han har varit fotograf för National Geographic sedan 1995. Hans bilder har vunnit utmärkelser som Picture of the Year International, Communcation Arts och har ställts ut på Visa Pour L’Image International Photojournalism Festival i Perpignan, Frankrike.

## Karriär inom fotografin
Alvarez fick sitt första tidningsuppdrag 1991 av Time Magazine, att fotografera upptäckter i Mammoth Cave. Det första uppdraget som han fick av National Geographic, 1995, tog honom över 6000 meter upp i Anderna, för att fotografera upptäckten av den 500 år gamla Incamumien Juanita.
Han fortsatte sitt arbete för National Geographic med flera expeditionsartiklar. Han reste till Borneo för att dokumentera utforskningen av grottorna i Sarawak för att stödja deras bevarande.
1999 täckte Alvarez en expedition till Chiquibul, den längsta grottan i Centralamerika.
I Mexiko fotograferade han en giftig vätesulfidgrotta, Cueva de Villa Luz, där forskare studerar möjliga ledtrådar till livets uppkomst.
Han reste till mellanöstern för National Geographic 2001-2002 för att fotografer öknarna i Empty Quarter och de enorma grottorna i Oman, inklusive Majlis al Jinn.
The Nature Conservancy anlitade Alvarez för att dokumentera den pågående grottutforskningen i sydöstra USA för en artikel år 2004.
2004 fick han också tillåtelse av Banff Centre att fotografer Cave of the Swallows, en djup, vertikal grop i Mexiko, och arbetet visades på Banff 2006.
Maya Underworld-artikeln, publicerad i National Geographic november 2004, tog Alvarez till Mexiko, Guatemala, Belize och Honduras. Artikeln täcker världsbilden hos dagens mayaindianer genom deras ritualer och religion, såväl som deras arkeologiska förflutna. Maya Underworld har rötter i mayafolkets heliga bok, Popol Vuh. Alvarez blev inbjuden till att ställa ut detta arbete vid Visa pour L’Image International Photojournalism Festival 2005.
Alvarez har tagit tid från sin uppdragskarriär för att dokumentera den pågående konflikten och dess följder i norra Uganda och södra Sudan. En av hans bilder om våldet vid gränsen mellan Uganda och Sudan vann ett pris vid 2004 års Pictures of the Year International.
På ett annat uppdrag av National Geographic fotograferade Alvarez den djupaste grottan i världen, Kruberagrottan, 2000 meter under Kaukasus i den ryska utbrytarrepubliken Abkhasia.
2005 fotograferade han underjorden i Rom åt National Geographic.
2006 gav National Geographic honom i uppdrag att skriva artikeln Raging Danger, som dokumentar flodgrottorna i Papua Nya Guinea. Den artikeln vann Communication Arts award in Editorial Series.
När han reste över Stilla Havet 2007, fotograferad han till artikeln Peopling the Pacific, som handlade om de första sjöfararma i Stillahavsöarna. Äventyret inkluderade segling på det traditionella hawaiianska fartyget, Hokule'a. Artikeln publicerades i National Geographic i mars 2008.
I juni 2009 publicerades Alvarez fotografier av grottor i sydöstra USA, inklusive Rumbling Falls-grottan i Tennessee i National Geographic.

## Utmärkelser och utställningar
- Communications Arts 48, Editorial Series [3]
- The Aftermath Project Auction 2006 [18]
- Uganda/Sudan Border Project 2006 [19]
- PDN Photo Annual 2006 [20]
- National Geographic Lecture Under the Map 2006 [21]
- Visa Pour L’Image Exhibit 2005 [4]
- Communications Arts 45 [22]
- Pictures of the Year International 2004 [2]
- Banff Mountain Centre Grant and Exhibit 2004 [23]